# Muntele Athos
Muntele Athos (în greaca modernă Άγιοv Όρος - Sfântul Munte) este un munte (2.033 m) și o peninsulă (cu lungimea de 60 km și o lățime ce variază între 8 și 12 km, aria totală fiind de 360 km pătrați) în nord-estul Greciei, în regiunea grecească Macedonia Centrală, unde își au locul 20 de mănăstiri, 12 schituri și o mulțime de chilii călugărești ortodoxe, în care trăiesc mai mult de 1.500 de monahi ortodocși (datele recensământului grec din 2011 indică o populație de 1.830 călugări). Aproximativ jumătate dintre mănăstiri sunt conservatoare, urmând un regulament strict în privința disciplinei și postului. Comunitatea monastică de la muntele Athos se împarte în două tipuri de mănăstiri: mănăstiri cenobite – numite și „cu viață de obște”, proprietatea tuturor obiectelor fiind comună, și mănăstiri idioritmice – numite și „cu viață de sine”, unde proprietatea personală asupra unor obiecte este permisă. De-a lungul istoriei călugării mănăstirilor de la muntele Athos au trăit în schituri, chilii, „kalive” (chilii mai mici, unde câțiva călugări trăiesc ca într-o familie) sau ermitaje, numite și „isihasterion”, ele fiind niște chilii retrase, adesea doar mici grote sau scobituri în stâncă, în care trăiește întotdeauna numai un singur călugăr (sihastru, pustnic sau anahoret); ce definește însă ermitajul este în primul rând localizarea lui retrasă, căci există la Athos și un tip de locuințe în care trăiește un singur călugăr, dar care nu sunt izolate și retrase, ele fiind numite „kathisme”. Alți călugări atoniți, numiți și „vagabonzi” sau „girovagi”, preferă să trăiască fără a avea un adăpost stabil.

Regiunea este autonomă din punct de vedere administrativ, alcătuind un stat monastic cu capitala la Kareia, în greacă Καρυές, iar în transcriere cu alfabet latin, Karyes. 

## Geografie
Muntele Athos este situat pe cel mai estic promontoriu (numit „Akti” în greacă, sau „Actium” în latină) al peninsulei Chalchidice din nord-estul macedonean al Greciei. Șirul muntos central definește relieful promontoriului și este orientat pe lungimea acestuia, fiind bine împădurit la nord (baza promontoriului, mai puțin înaltă) și culminând (2.033 m) cu masivul de marmură la extremitatea lui sudică, scăldată de apele Mării Egee. Relieful colinar al promontoriului Actium favorizează viticultura, ocupație îmbrățișată din cele mai vechi timpuri de către călugării atoniți (în 1916, numai la mănăstirea Vatopedu erau transformați în vin mai mult de 250 de tone de struguri).
Mările înconjurătoare, mai ales la capătul peninsulei, pot fi periculoase. În istoria antică a Greciei au fost înregistrate două dezastre în regiune: în anul 492 î.Hr., Darius I, regele Persiei, a pierdut 300 de nave în subordinea generalului Mardonius (cartea Herodotus „Histories” VI (Erato), Aeschylus „Persii”). În 411 î.Hr., spartanii au pierdut o flotă de 50 de nave aflate sub amiralul Epicleas. (Diodorus Siculus, „Bibliotheca istorica” XIII 41, 1-3).
Deși legat de pământ, Muntele Athos este practic accesibil numai cu feribotul. De asemenea, se poate călători cu feribotul spre și de la Ierissos pentru acces direct la mănăstiri de-a lungul coastei estice.

## Accesul pe Muntele Athos
Accesul pe cale terestră pe teritoriul Republicii Autonome a Sfântului Munte nu este permis, decât pentru autorități. Pe Muntele Athos, nu este permis accesul femeilor.
Intrarea pe Sfântul Munte se face, de regulă, cu feribotul, fie din portul de la Uranopoli, aflat lângă Turnul Bizantin (pentru țărmul apusean), fie de la Ierrisos (pentru țărmul răsăritean). Înainte de îmbarcare, toți vizitatorii trebuie să fi obținut un diamonitirion (în alfabet grec: Διαμονητήριο), o formă de viză bizantină care este redactată în limba greacă și datată folosind calendarul iulian, fiind semnată de către patru secretari ai unor mănăstiri importante. Se atestă permisiunea de acces pe Sfântul Munte și de cazare în mănăstirile de acolo, pe durata pelerinajului.
Pentru obținerea diamonitirion-ului, membrii clerului trebuie să dețină, în prealabil, binecuvântarea Patriarhului de la Constantinopol.

## Lista mănăstirilor
Lista celor douăzeci de mănăstiri în ordinea ierarhică stabilită:
- Mănăstirea Marea Lavră (greacă: Μεγίστης Λαύρας)
- Mănăstirea Vatopedu (greacă: Βατοπαιδίου)
- Mănăstirea Iviru (greacă: Ιβήρων)
- Mănăstirea Hilandaru (greacă: Χιλανδαρίου, sârbește: Хиландар)
- Mănăstirea Dionisiu (greacă: Διονυσίου)
- Mănăstirea Cutlumuș (greacă: Κουτλουμουσίου)
- Mănăstirea Pantocrator (greacă: Παντοκράτορος)
- Mănăstirea Xiropotamu (greacă: Ξηροποτάμου)
- Mănăstirea Zografu (greacă: Ζωγράφου)
- Mănăstirea Dochiaru (greacă: Δοχειαρίου)
- Mănăstirea Caracalu (greacă: Καρακάλλου)
- Mănăstirea Filoteu (greacă: Φιλοθέου)
- Mănăstirea Simonos Petras (greacă: Σίμωνος Πέτρας)
- Mănăstirea Sfântul Pavel (greacă: Αγίου Παύλου)
- Mănăstirea Stavronichita (greacă: Σταυρονικήτα)
- Mănăstirea Xenofont (greacă: Ξενοφώντος)
- Mănăstirea Grigoriu (greacă: Γρηγορίου)
- Mănăstirea Esfigmenu (greacă: Εσφιγμένου)
- Mănăstirea Sfântul Pantelimon (greacă: Αγίου Παντελεήμονος)
- Mănăstirea Constamonitu (greacă: Κωνσταμονίτου)

### Foste Mănăstiri
- Mănăstirea Amalfion (greacă: „Μονή των Αμαλφηνών”), odinioară a doua în ierarhie, de rit latin, în prezent ruină, aici aflându-se turnul Amalfion;
- Mănăstirea Vuleftiria era situată lângă mare, acolo unde se află astăzi Chilia „Sfântul Elefterie” a Schitului „Sfânta Ana”;
- Mănăstirea Zygou (Frangokastro) are ruinele mănăstirii situate în zona Uranpolisului, la aproape 40 metri în afara graniței cu Sfântul Munte;
- Μănăstirea Kaletzi (Collegio), de rit latin, este în prezent ruină, rămânând doar Turnul bizantin de la Colciu. Aici se află schitul Colciu.[9]

### Schituri
Schituri:
- Schitul Sfânta Treime (Kavsokalivia);
- Schitul Sfântul Dimitrie (Lacu);
- Schitul Prodromu;
- Schitul Sfânta Ana;
- Schitul Sfânta Ana Mică;
- Noul Schit (Nea Skiti);
- Schitul Sfântul Ilie;
- Schitul Sfântul Andrei (Sarai);
- Schitul Sfântul Pantelimon;
- Schitul Bogoroditsa;
- Schitul Vechiul Rusikon;
- Schitul Bună Vestire;
- Schitul Sfântul Dimitrie (al Mănăstirii Vatopedu);
- Schitul Iviru.[9]

## Istorie
Numele muntelui Athos provine de la un personaj al mitologiei Greciei Antice, anume un gigant trac care în confruntarea lui cu zeul grec Poseidon va fi zvârlit un bolovan imens înspre acesta, formând blocul abrupt ieșit din mare care azi îi poartă numele. Muntele Athos se bucură de celebritate în antichitatea greacă, fiind considerat în unele tradiții locale a fi locul cel mai înalt de pe Pământ, unde, deasupra norilor, zeii se adună să discute.
Vitruviu (sec. I î.e.n.) relatează că Dinocrate, arhitectul lui Alexandru cel Mare, i-a propus acestuia din urmă să sculpteze muntele Athos pentru a-i da forma patronului său, însă celebrul rege macedonean a refuzat cu modestie, ilustrând o dată în plus idealul clasic al echilibrului, pentru care „mare” nu înseamnă întotdeauna și „potrivit”.
Primele mențiuni ale muntelui Athos apar încă din Antichitatea cea mai timpurie a Greciei, Homer (sec. VIII-VII î.e.n.) amintind de el în Iliada. În secolul 492 î.e.n. perșii regelui Darius I pierd majoritatea flotei într-o furtună în Marea Egee, în timp ce circumnavigau promontoriul Akti (Actium), fapt care relativizează succesul militar terestru al lui Mardonius contra grecilor. În campaniile militare persane ulterioare, succesorul lui Darius, regele Xerxes I, decide să taie în 480 î.e.n. un canal lung de aproape 2,5 km la baza promontoriului, pentru a evita astfel laborioasa lui circumnavigare. Urmele acestei remarcabile întreprinderi de inginerie militară marchează și azi istmul Actium. 
Pentru propovăduirea creștinismului, s-au orânduit sfinții apostoli, fiecare în câte o parte a lumii. Maica Domnului, a vestit creștinismul la muntele Athos abătută de furtună din drumul spre insula Cipru, unde își propusese să îl viziteze pe episcopul Lazăr, cel înviat a 4-a zi din morți. 
Fiind un loc retras, sălbatic și greu accesibil, călugări creștini încep să-și întemeieze reședințe modeste pe muntele Athos începând cu cea de-a doua jumătate a secolului al IX-lea e.n. În ultima jumătate a secolului al X-lea e.n., călugărul Atanasie din Trebizonda (cunoscut și sub numele de „Atanasie Athonitul” sau „Sfântul Atanasie”) întemeiază cu ajutorul patronului lui imperial Nicefor al II-lea Focas prima mănăstire, fapt la care primii călugări deja stabiliți se opun. În ciuda obiecțiilor acestora la monasticismul organizat, regula Sfântului Atanasie va fi impusă de împăratul Ioan I Tsimiskes. În secolele următoare, până în 1540, vor fi construite mai multe alte mănăstiri, prin 1400 numărul acestora atingând un maxim istoric de 40 (la apogeul gloriei sale, statalitatea semiautonomă de la Muntele Athos era populată de 40 000 de călugări), după care sub loviturile repetate ale incendiilor sau atacurilor din exterior (în secolul al XIII-lea cruciații vor jefui așezarea, mai târziu în același secol împăratul bizantin (Mihai Paleologu) însuși aplicând o represiune brutală contra călugărilor atoniți care se opuneau, ca toată tagma călugărească, reunificării bisericii creștine, ocupația musulmană (a turcilor otomani) care a început în regiune cu ocuparea Salonicului în 1430 o va sărăci, fapt care va conduce la liberalizarea regulamentului comunității, în timp ce atacurile turcești mai recente, din secolul al XIX-lea, în perioada războiului de independență al Greciei, o vor afecta încă și mai serios, cu această ocazie având loc noi incendieri, în care bibliotecile au pierdut o bună parte din fondul de manuscrise și tipărituri)) numărul lor se înjumătățește.
În secolul al XV-lea o parte din mănăstiri abandonează regulamentul strict al comunității sub conducerea unui stareț, pentru un sistem mai liberal, unde conducerea aleasă se află temporar în mâinile unor „epitropoi”, călugărilor permițându-li-se sub acest regulament proprietatea personală a unor obiecte. Aproximativ jumătate (anume 11 în 1963) dintre mănăstiri sunt conservatoare, urmând un regulament strict în privința disciplinei și postului. Sărăcia călugărilor parte din aceste mănăstiri conservatoare este vizibilă în îmbrăcăminte și igiena personală (conform regulii, călugărul trebuie să fie murdar și nepieptănat).
În Grecia independentă a începutului de secol XX, muntele Athos încă n-a dobândit totuși o bine-meritată și durabilă pace după atâtea agresiuni străine, întrucât conflictele teologice interne între călugări a provocat în 1913 o criză internațională atât de serioasă încât a fost necesară intervenția marinarilor flotei militare ruse pe solul atonit pentru a potoli patimile. Totul a pornit de la scrierile lui Ilarion, un obscur călugăr rus a cărui opinie era că repetarea „rugăciunii inimii”, departe de a fi o simplă invocație creștină, „radiază sfințenie”. O parte din călugării de pe muntele Athos au privit asta ca fiind o formă de idolatrie, în Biserica Ortodoxă Rusă însăși existând teologi critici în ce privește conflictuala teză a lui Ilarion. Disputa teologică între călugări și oameni ai bisericii a decăzut repede în conflict deschis și violență, așa cum istoria ne arată că s-a întâmplat prea des în istoria creștinismului, astfel că partizanii lui Ilarion au început să-i persecute pe cei care nu le împărtășeau opiniile: după ani de conflict mocnit, în 1912 călugărul atonit rus Anton (pe numele lui civil Alexandrî Bulatovici) a condus un grup de alți rebeli din mănăstirea lui care l-au alungat în mod dezonorant pe bătrânul lor stareț, care nu le împărtășea pioșenia ilimitată, cu ghionți si trăgându-l de barbă. Anul următor Patriarhul Constantinopolului și o serie de înalte fețe bisericești ruse eșuează și ei să pacifice populația călugărească de la Athos, drept pentru care țarul decide să intervină… militar. O canonieră și două transportoare de trupe sunt trimise de urgență în apele republicii teocratice de la Athos, militarii ruși debarcând și cu violență (istoricii încă n-au reușit să se pună de acord dacă a existat sau nu moarte de om datorită intervenției armatei țariste) deportând sutele de elemente cel mai rebele ale taberei „idolatrilor”, scoase din celulele lor sub forța convingătoare a jetului tunurilor de apă, asta de îndată ce într-un efort al ultimei șanse, un arhiepiscop adus la Moscova se declară incapabil să pacifice părțile în conflict. Conflictele între călugării ortodocși n-au dispărut însă o dată cu intrevenția trupelor imperiale ruse: un articol din The Economist demonstrează că rănile între cele două tabere încă nu s-au închis.
În ianuarie 2003 se deschidea un alt front de lupte intestine în lumea grecilor ortodocși, ca urmare a unei dispute teologice pe atunci deja veche de 30 de ani, în legătură cu obiecțiile unor călugări atoniți la tendințele (prea-)ecumenice ale bisericii ortodoxe. Atoniții îi reproșau Patriarhului Ecumenic constantinopolitan Bartolomeu că generează o schismă în biserica ortodoxă, și o dată în plus conflictul a devenit mai mult decât teologic, și s-a soldat cu victime umane.
Imperiul Bizantin s-a prăbușit în secolul al XV-lea, astfel că noul Imperiul Otoman, de religie islamică, a preluat treptat și controlul teritoriilor balcanice. Au devastat multe mănăstiri creștine, însă unele mai izolate au rămas mai puțin afectate sau chiar intacte. Populația de călugări s-a redus pentru că bunăstarea lor a fost serios afectată timp de 5 secole prin faptul că satele „închinate” (prin impozite) acestor mănăstiri aproape toate românești le-au fost luate. În Evul Mediu, puține mănăstiri și schituri au supraviețuit, îndeosebi datorită ajutorului material sistematic (bani și produse) venite din Țara Românească și Moldova (astăzi România). Treptat, în secolul al XIX-lea, prin donațiile noilor veniți din țările ortodoxiei estice (slave), precum: Rusia, Bulgaria și Serbia, ansamblul de mănăstiri s-a difersificat ca origine etnică, fiecare țară exercitându-și influența asupra mănăstirilor subvenționate: era epoca statelor naționale în plină expansiune. În 1912, în timpul Primului Război Balcanic, otomanii au fost forțați să plece și Rusia, în interesul panslavismului politic, justificat prin „misiunea de continuatoare a creștinismului din Bizanț” a revendicat controlul peninsulei. După conflictul asupra suveranității regiunii dintre noul stat grecesc în formare, pe de o parte, și Rusia panslavistă, pe de alta parte, după Primul Război Mondial peninsula a primit dela Marile Puteri statut de autonomie în cadrul Greciei.

### Academia Atonită
La Muntele Athos a funcționat în perioada iluminismului neo-elenist din secolul al XVIII-lea o academie, în care se studia și preda filozofia. „Academia patriarhală”, cum era ea numită, fusese înființată în 1749 într-o clădire a mănăstirii Vatopedu și din chiar primii ei ani de existență (mai precis din 1753) a fost condusă de Evghenie Vulgaris, un filozof și teolog cu oarecare deschidere față de ideile iluministe cu origine în Occident. Vulgaris a predat acolo filozofia lui Leibniz și Locke, însă deși era un teolog anti-catolic profund tradiționalist, deschiderea moderată a lui Vulgaris în ce privește filozofia modernă l-au făcut dușmanul călugărilor atoniți, filozofii și studenții fiind obligați să abandoneze academia (azi o ruină), care a fost închisă în 1821. Ulterior la Muntele Athos au mai fost deschise și alte școli care au purtat numele efemerei instituții conduse de Vulgaris, însă acestea au avut o misiune și programă diferită: de exemplu, actualmente, în capitala republicii atonite, mai funcționează încă o astfel de școală cu programă la nivel mediu (nivel secundar și liceu), în care studiul religiei, în afara de programa impusă de statul grec, are o pondere importantă.

## Controverse

### Controversa legată de discriminarea sexuală
Interdicția intrării femeilor la Muntele Athos a fost instituită în secolul al XI-lea, după ce unii călugări tineri au fost seduși de femei cochete și probabil cu tendințe histrionice, care se dădeau ciobani pentru a intra în contact cu aceștia, corupându-i să întrețină relații sexuale.
În 2001 și în 2006 Parlamentul European a făcut apel la statul grec și la autoguvernarea atonită să reconsidere regula care refuză accesul femeilor în această regiune a Greciei și care este deja declarată patrimoniu mondial de către UNESCO (deci un obiectiv de interes turistic și academic internațional care prin definiție aparține tuturor) și al cărui program de renovare și întreținere este finanțat cu bani care provin atât de la agenția O.N.U. amintită, cât și din fondurile europene; Parlamentul European a cerut în special reconsiderea legislației grecești care condamnă penal cu închisoare timp de un an femeile care încalcă această interdicție. Parlamentarii europeni au considerat că statul grec și autoguvernarea atonită se fac solidar vinovați de discriminarea pe criterii de sex, și de încălcarea egalității între bărbat și femeie, fapt care încalcă convenții internaționale semnate de statul grec.
Criticii din țară și străinătate subliniază că există precedente istorice din lumea monastică greacă și chiar dinlăuntrul teritoriului grec actual (de exemplu, al doilea complex monastic ca dimensiune în Grecia, "Muntele Meteora", care în trecut a fost și el interzis sexului frumos) în care astfel de restricții teritoriale în ce privește femeile au fost la un moment dat abolite, pentru a se adopta reguli care se aplică unor mânăstiri anume, și nu unei regiuni întregi. 
Trebuie menționat că atât restricția în sine cât și pedepsele sunt totuși administrate de comunitatea monastică și statul grec cu moderație și chiar cu mare parcimonie, dovadă că atunci când în mai 2008 patru tinere moldovence au fost debarcate din Turcia în republica monastică a muntelui Athos fără să aibă cunoștință de interdicție, autoritățile la toate nivelurile s-au arătat complet clemente. Istoric vorbind, călugării înșiși au traficat femei din familiile de care aparțineau (mame, de ex.) în pitorescul lor refugiu montan în timpul războiului de independență al Greciei, iar femei occidentale din familia elitei politice care a însoțit poporul grec pe calea lui spre independență, au reușit și ele să viziteze insula travestindu-se.

### Controverse legate de homosexualitate
Condiția celibatului, definitorie în viața monahală, ca și comunalitatea traiului (într-o chilie trăiesc adesea 3 sau mai mulți călugări), pare a fi o grea încercare pentru mulți călugări de la muntele Athos. De Muntele Athos sunt legate acuzații de homosexualitate: episcopul Limasolului (Cipru), numit Atanasie, a fost acuzat că a întreținut relații homosexuale pe când era novice la Athos. Deși ulterior un sinod al Bisericii Ortodoxe a Greciei va concluziona că aceste acuzații nu sunt credibile, fapt care totuși nu pare să fi fost tot atât de bine stabilit și în Cipru, unde Atanasie a pierdut cursa pentru funcția de cap al bisericii cipriote în fața acuzatorului lui, arhiepiscopul Hrisostom II. Mitropolitul Atanasie a fost însă handicapat în cursa lui pentru alegerea drept conducător al Bisericii Ortodoxe cipriote și de alte acuze decât cele legate de homosexualitatea din perioada atonită a carierei lui, întrucât părintele lui spiritual la Muntele Athos a fost și el acuzat de faptul că a întreținut relații sexuale cu unsprezece călugărițe cipriote, pe care le-a îmbolnăvit de o maladie venerică care a necesitat tratament medical condus cu rețete medicale.
În primii ani ai secolului al XX-lea, celebrul Grigori Rasputin, sfătuit fiind de părintele lui spiritual Macarie din Aktai, decide să plece la muntele Athos pentru a deveni acolo călugăr, însă descoperind homosexualitatea endemică printre călugării atoniți se întoarce scârbit și dezamăgit înapoi în Rusia.
De-a lungul timpului o serie de jurnale de călătorie au marcat reputația comunității monastice de la Muntele Athos în privința homosexualității. În 1920, muzicianul britanic Ralph Brewster a vizitat însoțit fiind de un amic grec complexul monastic de la muntele Athos, și a scris pe baza notelor lui de jurnal o carte numită "Cele 6.000 de bărbi ale Athosului", publicată în 1935, în care atinge din punctul de vedere al homosexualului care era și chestiunea homosexualității din comunitățile de călugări atoniți. În aceeași decadă în care era publicată mărturia englezului Brewster, un jurnalist grec publica și el o amplă relatare privitoare la homosexualitatea călugărilor atoniți, însă și despre alte excese ale membrilor comunității atonite a vremii. Scriitorul, eruditul și militarul britanic Patrick Leigh Fermor, considerat în timpul îndelungatei lui vieți a fi fost cel mai mare scriitor britanic de literatură de călătorie, vizitând și el în 1934 Muntele Athos, declara că a descoperit că vestitul complex mânăstiresc este o "elaborată organizație homosexuală". Scriitori francezi precum François Augiéras  descriu și ei cu (adesea un mult prea mare) lux de amănunte aventurile lor homosexuale printre călugării din "Grădina Fecioarei". Comentând mărturiile de voiaj ale scriitorului francez de literatură de călătorie Jacques Lacarrière, Francis Martens constată în 2011, în revista de psihanaliză "Le Coq-héron", că "în republica monastică ortodoxă de la muntele Athos, homosexualitatea nu pare a avea dificultăți să-și facă simțită prezența", asta ținând cont de faptul că biserica instituționalizată rămâne o organizație exclusiv masculină, fapt care la rândul lui face logică tendința bărbaților de a se consola de rigorile regulamentului cu parteneri de același sex. În cartea de mare succes "Vara Grecească" (1974), Jacques Lacarrière descrie cu umor savuros "dificultățile" cu care s-a confruntat în cele trei vizite pe care le-a făcut la mânăstirile de pe Muntele Athos, dificultăți legate toate de pornirile homosexuale ale unora dintre călugării complexului monastic atonit.

### Scandalurile proprietăților funciare
În 2012 cel mai important stareț al comunității atonite (starețul mânăstirii Vatopedu) a fost arestat de poliția greacă pentru implicarea lui în afaceri de vânzare ilegală de pământuri ale comunității atonite, în detrimentul statului grec. Ancheta legată de aceste vânzări ilegale este veche, fiind declanșată în 2008. Se afirmă că statul elen a fost înșelat de stareț cu sute de milioane de euro, și pentru asta egumenul s-a folosit de fals în acte. Starețul a primit fonduri pentru renovarea mânăstirii sale și de la Uniunea Europeană. Apetitul de proprietăți funciare al călugărilor de la Muntele Athos a provocat și în trecut conflicte nu numai cu statul grec, ci și cu cetățeni din diverse comunități rurale afectate de revendicările atoniților pe baza unor documente medievale aflate în arhivele lor, prin care potențați feudali, prinți și împărați bizantini, le-au acordat în epocile apuse generoase și întinse fiefuri. Într-o astfel de manifestație, mai multe femei au intrat pe teritoriul comunității monastice, protestând contra revendicărilor mai multor mânăstiri atonite asupra pământurilor pe care se află satele și gospodăriile lor. Faptul că pentru vastele lor proprietăți funciare aflate în afara peninsulei lor călugării atoniți refuză să plătească impozit, chiar și când statul grec se află în stare de faliment iar poporul grec suferă de o sărăcie nemaiîntâlnită de decenii, reprezintă un alt gest care nu e de natură să aplaneze asperitățile dintre părțile aflate în dispută.

## Influențe

### România
Schitul românesc "Sfântul Ioan Botezătorul" (în grecește Prodromu) aparține Sfintei Mănăstiri a Marii Lavre. Este situat între Kavsokalyvia și Marea Lavră, pe un deal stâncos, la mică altitudine. În 1857, a fost cumpărat de către 2 călugări români, cu numele monahal Nectarie și Nifon, după care a fost amenajat și recunoscut drept schit. Azi, este locuit de 25 de călugări de origine română și urmează principiul cenobitic al vieții monastice ortodoxe.
O altă așezare monastică românească este Schitul "Sfântul Dumitru Valahu" (zis și Schitul Lacu), situat la 3-4 ore distanță de mers pe jos de la Mănăstirea "Sfântul Pavel", de care aparține. Este construit la o altitudine de 280 m, între Marfonu și Antiathon. A fost fondat în secolul al X-lea de călugări din zona Țării Moldovei. Astăzi este format din 8 chilii și este locuit de 39 de călugări români. Proschinatarul "Sfântul Munte al Atonului", scris de ieromonahul Serafim și tipărit la București în 1856, în tipografia celui cunoscut ca Iosif Românul (Iosif Romanov), prin bogăția de informații și gravuri, constituie o adevărată carte de referință privind istoricul sfintelor lăcașuri, totodată și o dovadă a enormei contribuții românești la realizarea centrului de spiritualitate ortodoxă de la Muntele Athos. Practic, de-a lungul a peste 5 secole, contribuția românească totală în complexul monastic Athos este prima ca mărime, depășind de departe oricare alta, chiar dacă originile poporului român sunt latine.

### Bulgaria
Mănăstirea Zografu este situată în partea de sud-vest a peninsulei. A fost construită în secolul al X-lea de către călugării Moise, Aron și Ioan din Ohrida. Este dedicată Sfântului Gheorghe. În perioada bizantină târzie, mănăstirea a fost distrusă de trupele catalane și recontruită cu sprijinul dinastiei Paleologan, precum și cu sprijinul conducătorilor din Europa ortodoxă.
Ocupă locul 9 în ordinea ierarhică a celor 20 de mănăstiri atonite. Este locuită de 15 călugări. Toți călugării sunt bulgari, din 1845, și serviciul religios este efectuat în bulgară.

### Rusia
Mănăstirea Sfântului Pantelimon este construită în partea de sud-vest a peninsulei. Mănăstirea rusă a fost construită în actuala locație în 1765, în timp ce clădirea originală datează din secolul al XI-lea.
Construcția actualei mănăstirii a fost realizată în primele două decade ale secolului al XIX-lea, cu ajutorul financiar al conducătorului Moldo-Valahiei, Skarlatos / Scarlat Calimacul / Scarlat Callimachi. Paradoxal, mănăstirea este ulterior locuită de călugări ruși, în număr de 1.000 la 1895 și 1.446 în 1903. Urmare a regimului bolșevic ateu care a îngreunat cum a putut legăturile, astăzi numai 35 de călugări locuiesc în mănăstire, însă numărul lor ar putea fi în creștere.

### Serbia
Mănăstirea Hilandaru este situată în partea de nord-est a peninsulei. Numele său derivă cel mai probabil de la fondatorul vechii așezări monastice din acest loc, care se numea Chelandaris (Calendarius). Mănăstirea a fost fondată la sfârșitul secolului al XII-lea de către conducătorul sârb Ștefan Nemanya I și fiul său, Ratsko. În timpul secolului al XIV-lea, dezvoltarea mănăstirii a atins apogeul, acumulând bogății din donații voievodale și private. 
Este considerată a fi principalul centru spiritual la Athos al sârbilor. Deține locul patru în ordinea ierarhică a mănăstirilor și este locuită de 46 de călugări (1990).

## Limbi
Limbile vorbite în mănăstirile de la Muntele Athos sunt:  
- greaca, în majoritatea mănăstirilor de acolo
- rusă (35 călugări), la Mănăstirea Sfântul Pantelimon
- sârbă (46 călugări), la Mănăstirea Hilandaru
- bulgară (15 călugări), la Mănăstirea Zografu
- la schiturile Lacu și Prodromu se vorbește româna (64 călugări). Altădată, româna era vorbită oficial și în Mănăstirea Grigoriu.

Câteva comunități sunt mai cosmopolite decât altele. Un aspect al înnoirii recente este faptul că, spre deosebire de călugării provenind din fostele state ortodoxe comuniste, grecii sunt mai activi, mai bine educați și mai umblați prin lume decât în trecut. Dat fiind acest interes naționalist grec, și engleza este vorbită în prezent pe Munte.